# Supercopa eslovena de bàsquet
La Supercopa eslovena de bàsquet és una competició de basquetbol que es disputa a Eslovènia. Es juga entre el campió de la Lliga Nacional Eslovena de primer nivell i el guanyador de la Copa Nacional Eslovena.

## Historial
| Any  | Guanyador         | Finalista       | Resultat |
| ---- | ----------------- | --------------- | -------- |
| 2003 | Union Olimpija    | Krka            | 81–63    |
| 2004 | Union Olimpija    | Pivovarna Laško | 67–61    |
| 2005 | Union Olimpija    | Pivovarna Laško | 88–79    |
| 2007 | Union Olimpija    | Helios Domžale  | 90–71    |
| 2008 | Union Olimpija    | Helios Domžale  | 67–56    |
| 2009 | Union Olimpija    | Elektra Esotech | 95–62    |
| 2010 | Krka              | Union Olimpija  | 72–61    |
| 2011 | Krka              | Union Olimpija  | 80–72    |
| 2012 | Krka              | Union Olimpija  | 84–81    |
| 2013 | Union Olimpija    | Krka            | 63–60    |
| 2014 | Krka              | Union Olimpija  | 68–65    |
| 2015 | Tajfun            | Krka            | 72–60    |
| 2016 | Krka              | Helios Suns     | 81–78    |
| 2017 | Petrol Olimpija   | Krka            | 94–76    |
| 2018 | Sixt Primorska    | Petrol Olimpija | 83–71    |
| 2019 | Koper Primorska   | Hopsi Polzela   | 106–74   |
| 2020 | Cedevita Olimpija | Krka            | 78–67    |

## Palmarès
| Club              | Títols |
| ----------------- | ------ |
| Olimpija          | 8      |
| Krka              | 5      |
| Koper Primorska   | 2      |
| Šentjur           | 1      |
| Cedevita Olimpija | 1      |